# Acerodon jubatus
Acerodon jubatus är en fladdermusart som först beskrevs av Johann Friedrich von Eschscholtz 1831.  Acerodon jubatus ingår i släktet Acerodon, och familjen flyghundar. IUCN kategoriserar arten globalt som starkt hotad.
Det svenska trivialnamnet guldmantlad flyghund förekommer för arten.

## Underarter
Fyra underarter är listade, varav två är ifrågasatta:
- Acerodon jubatus aurinuchalis?
- Acerodon jubatus jubatus
- Acerodon jubatus mindanensis
- Acerodon jubatus pyrrhocephalus?

## Utseende
Denna flyghund når en kroppslängd (huvud och bål) av 17 till 29 cm och en underarmlängd av 12,5 till 20 cm. Det finns ingen synlig svans och vingspannen är 1,5 till 1,7m. Arten väger 1,05 till 2,0 kg. Hanar är vanligen större än honor. Pälsens färg varierar. De flesta individerna är mörkbrun till svart i ansiktet, gulaktig vid nacken, rödbrun på axlarna och åter mörkbrun till svart vid bakre bålen samt på undersidan. Ofta finns gula hår glest fördelad i den svartbruna pälsen. Acerodon jubatus har spetsiga öron och en klo vid andra fingret på framtassen.

## Utbredning och ekologi
Acerodon jubatus är endemisk i Filippinerna där den är utbredd över nästan hela landet. Den har rapporterats på upp till 1100 meter över havet. Arten lever i kolonier, ofta med kalongen, en av världens största fladdermusarter. A. jubatus tillhör världens tyngsta fladdermöss med en vikt på upp till 1200 gram.
Under 1920-talet observerades kolonier med Acerodon jubatus och andra flyghundar som hade mellan 100 000 och 150 000 medlemmar. Efter 1980-talet hittades inga kolonier som hade fler än 30 000 individer och de flesta kolonierna bildades av cirka 5 000 individer. Arten har en kännetecknande kroppslukt som troligen används för kommunikationen. Däremot hittades inga doftkörtlar som skulle förklara kroppslukten. Acerodon jubatus äter liksom andra flyghundar frukter. Den föredrar fikon och äter i viss mån blad.
Det är nästan inget känt om fortplantningssättet. Ungar föds mellan april och juni och troligen föds bara en unge per kull. Honor i fångenskap hade bara vartannat år en kull.